# Koenikea spinipes
Koenikea spinipes är en kvalsterart som beskrevs av Albert Burke Wolcott 1900. Koenikea spinipes ingår i släktet Koenikea och familjen Unionicolidae.

## Underarter
Arten delas in i följande underarter:
- K. s. spinipes
- K. s. carella